# Pterostylis turfosa
Pterostylis turfosa là một loài thực vật có hoa trong họ Lan. Loài này được Endl. miêu tả khoa học đầu tiên năm 1846.

## Hình ảnh

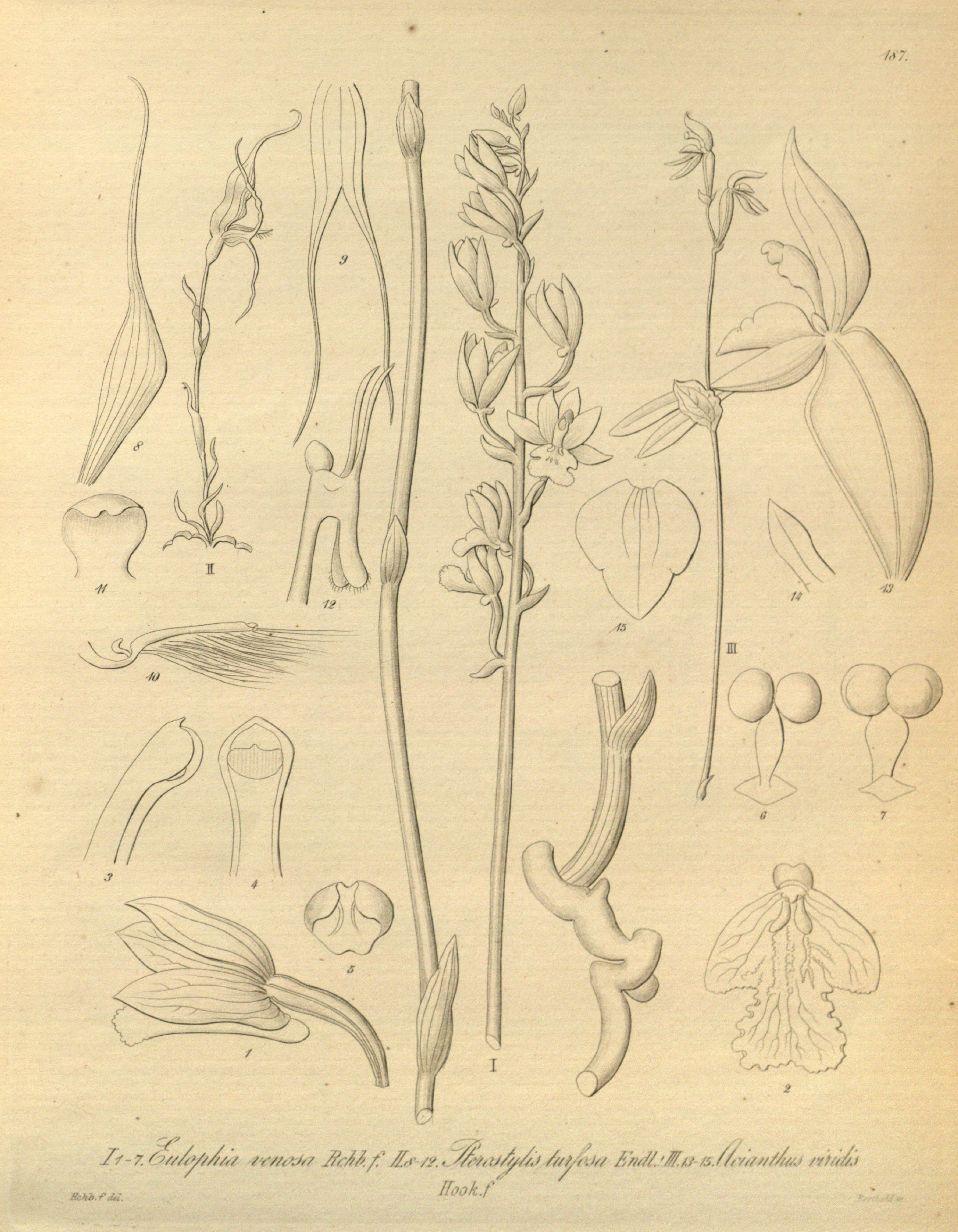